# جک لمون و والتر ماتائو
جک لمون (۲۰۰۱–۱۹۲۵) و والتر ماتائو (۲۰۰۰–۱۹۲۰) یک زوج سینمای آمریکایی بودند که در ده فیلم با هم همکاری کردند در خارج از سینما، آنها بهترین دوستان بودند، اگرچه شخصیت های آنها دائماً روی صفحه درگیر می شدند.

## فیلم‌ها
- شیرینی شانس (۱۹۶۶)
- زوج عجیب (۱۹۶۸)
- صفحه اول (۱۹۷۴)
- رفیق رفیق (۱۹۸۱)
- جی‌اف‌کی (۱۹۹۱)
- پیرمردهای بد اخلاق (۱۹۹۳)
- ساز چمن (۱۹۹۵)
- پیرمردهای بد اخلاق‌تر (۱۹۹۵)
- بیرون از دریا (۱۹۹۷)
- زوج عجیب ۲ (۱۹۹۸)